# Coupe du monde de ski alpin 1974-1975
La coupe du monde de ski alpin 1974-1975 commence le 4 décembre 1974 avec la descente femmes de Val-d'Isère et se termine le 23 mars 1975 avec le parallèle hommes de Val Gardena.
Les hommes disputent 27 épreuves : 9 descentes, 7 géants, 7 slaloms, 1 parallèle et 3 combinés.
Les femmes disputent 26 épreuves : 8 descentes, 7 géants, 7 slaloms, 1 parallèle et 3 combinés.
Au cours de la saison 1974-1975, il n'y a ni Jeux olympiques ni championnats du monde.

## Tableau d'honneur
| Discipline | Hommes           | Femmes                |
| Général    | Gustavo Thöni    | Annemarie Moser-Pröll |
| Descente   | Franz Klammer    | Annemarie Moser-Pröll |
| Géant      | Ingemar Stenmark | Annemarie Moser-Pröll |
| Slalom     | Ingemar Stenmark | Lise-Marie Morerod    |

Gustavo Thöni retrouve son statut de numéro 1 et gagne la coupe du monde de ski la plus serrée et la plus passionnante de l'histoire.
Quatre grands champions se disputent le globe de cristal :
- Piero Gros, sur la lancée de son succès en 1974, gagne la première période avec 3 victoires en géant et 1 victoire en slalom,
- Franz Klammer écrase la descente avec 8 victoires et souvent des écarts importants de 1 à 2 secondes sur son dauphin,
- Gustavo Thöni obtient enfin des résultats probants en descente, notamment une deuxième place d'anthologie à Kitzbühel à un centième de seconde de Franz Klammer, et il remporte ainsi les 3 combinés,
- Ingemar Stenmark (19 ans) gagne sa première course à Madonna di Campiglio en slalom, puis devient irrésistible en géant et en slalom lors de la deuxième période.

Thöni, Stenmark et Klammer sont à égalité avec 240 points avant la dernière course de la saison, le parallèle de Val Gardena. Thöni et Stenmark se retrouvent en finale : l'italien pousse le suédois à la faute et gagne sa quatrième coupe du monde.
Roland Collombin chute lourdement dans la descente de Val-d'Isère et est forfait pour le reste de la saison. Un an plus tard, il reprend la compétition à Val-d'Isère et chute à l'entraînement au même endroit, qui prendra le nom de « Bosse à Collombin » : sa carrière est finie.
Annemarie Moser-Pröll remporte une cinquième coupe du monde de ski consécutive et annonce sa première retraite à seulement 22 ans : son échec de Sapporo, une certaine lassitude et le cancer de son père ont pesé dans son choix.
Moins dominatrice en descente (2 victoires seulement et un succès serré au classement de la spécialité), la skieuse autrichienne brille en géant (5 victoires en 7 courses), en combiné (3 victoires en 3 courses), et même en slalom (3 places de deuxième).
Une nouvelle génération arrive avec Hanni Wenzel (deuxième du classement général) et les suissesses Lise-Marie Morerod (4 victoires et la coupe du monde de slalom), Marie-Theres Nadig (qui gagne enfin avec la descente d'Innsbruck son premier succès en coupe du monde) et Bernadette Zurbriggen (2 victoires). Ces 4 skieuses ont à peine 20 ans.
Pour la première fois depuis la création de la coupe du monde, l'équipe de France ne remporte aucune victoire.

## Coupe du monde Hommes

### Résultats
| Date                          | Lieu                             | Discipline | Vainqueur        |
| 5 décembre 1974               | Val-d'Isère                      | Géant      | Piero Gros       |
| 8 décembre 1974               | Val-d'Isère                      | Descente   | Franz Klammer    |
| 15 décembre 1974              | Saint-Moritz                     | Descente   | Franz Klammer    |
| 17 décembre 1974              | Madonna di Campiglio             | Slalom     | Ingemar Stenmark |
| 18 décembre 1974              | Madonna di Campiglio             | Géant      | Piero Gros       |
| 5 janvier 1975                | Garmisch                         | Descente   | Franz Klammer    |
| 6 janvier 1975                | Garmisch                         | Slalom     | Piero Gros       |
| 11 janvier 1975               | Wengen                           | Descente   | Franz Klammer    |
| 12 janvier 1975               | Wengen                           | Slalom     | Ingemar Stenmark |
| 11 & 12 janvier 1975          | Wengen                           | Combiné    | Gustavo Thöni    |
| 13 janvier 1975               | Adelboden                        | Géant      | Piero Gros       |
| 18 janvier 1975               | Kitzbühel                        | Descente   | Franz Klammer    |
| 19 janvier 1975               | Kitzbühel                        | Slalom     | Piero Gros       |
| 18 & 19 janvier 1975          | Kitzbühel                        | Combiné    | Gustavo Thöni    |
| 21 janvier 1975               | Fulpmes                          | Géant      | Erik Håker       |
| 26 janvier 1975               | Innsbruck                        | Descente   | Franz Klammer    |
| 30 janvier 1975               | Chamonix Arlberg-Kandahar        | Slalom     | Gustavo Thöni    |
| 1er février 1975              | Megève Arlberg-Kandahar          | Descente   | Walter Vesti     |
| 30 janvier & 1er février 1975 | Megève Chamonix Arlberg-Kandahar | Combiné    | Gustavo Thöni    |
| 21 février 1975               | Naeba                            | Géant      | Ingemar Stenmark |
| 23 février 1975               | Naeba                            | Slalom     | Hans Hinterseer  |
| 2 mars 1975                   | Garibaldi                        | Géant      | Ingemar Stenmark |
| 9 mars 1975                   | Jackson Hole                     | Descente   | Franz Klammer    |
| 13 mars 1975                  | Sun Valley                       | Géant      | Ingemar Stenmark |
| 15 mars 1975                  | Sun Valley                       | Slalom     | Gustavo Thöni    |
| 21 mars 1975                  | Val Gardena                      | Descente   | Franz Klammer    |
| 23 mars 1975                  | Val Gardena                      | Parallèle  | Gustavo Thöni    |

### Classements

#### Classement général
| Rang | Nom                       | Points |
| 1    | Gustavo Thöni             | 250    |
| 2    | Ingemar Stenmark          | 245    |
| 3    | Franz Klammer             | 240    |
| 4    | Piero Gros                | 196    |
| 5    | Erik Håker                | 147    |
| 6    | Hans Hinterseer           | 117    |
| 7    | Herbert Plank             | 92     |
| 8    | Werner Grissmann          | 87     |
| 9    | Francisco Fernandez-Ochoa | 79     |
| 10   | Paolo De Chiesa           | 74     |

#### Descente
| Rang | Nom              | Points |
| 1    | Franz Klammer    | 125    |
| 2    | Werner Grissmann | 81     |
| 3    | Herbert Plank    | 71     |
| 4    | Bernhard Russi   | 58     |
| 5    | René Berthod     | 56     |

#### Géant
| Rang | Nom              | Points |
| 1    | Ingemar Stenmark | 115    |
| 2    | Piero Gros       | 106    |
| 3    | Erik Håker       | 67     |
| 4    | Gustavo Thöni    | 60     |
| 5    | Hans Hinterseer  | 55     |

#### Slalom
| Rang | Nom              | Points |
| 1    | Ingemar Stenmark | 110    |
| 2    | Piero Gros       | 90     |
| 3    | Gustavo Thöni    | 89     |
| 4    | Paolo De Chiesa  | 61     |
| 5    | Hans Hinterseer  | 58     |

## Coupe du monde Femmes

### Résultats
| Date                 | Lieu                                    | Discipline | Vainqueur             |
| 4 décembre 1974      | Val-d'Isère                             | Descente   | Wiltrud Drexel        |
| 7 décembre 1974      | Val-d'Isère                             | Géant      | Annemarie Moser-Pröll |
| 12 décembre 1974     | Cortina d’Ampezzo                       | Descente   | Annemarie Moser-Pröll |
| 13 décembre 1974     | Cortina d’Ampezzo                       | Slalom     | Rosi Mittermaier      |
| 21 décembre 1974     | Saalbach                                | Descente   | Cindy Nelson          |
| 4 janvier 1975       | Garmisch                                | Slalom     | Lise-Marie Morerod    |
| 9 janvier 1975       | Grindelwald                             | Géant I    | Annemarie Moser-Pröll |
| 10 janvier 1975      | Grindelwald                             | Descente   | Annemarie Moser-Pröll |
| 9 & 10 janvier 1975  | Grindelwald                             | Combiné    | Annemarie Moser-Pröll |
| 11 janvier 1975      | Grindelwald                             | Géant II   | Annemarie Moser-Pröll |
| 15 janvier 1975      | Schruns                                 | Descente   | Bernadette Zurbriggen |
| 16 janvier 1975      | Schruns                                 | Slalom     | Christa Zechmeister   |
| 15 & 16 janvier 1975 | Schruns                                 | Combiné    | Annemarie Moser-Pröll |
| 19 janvier 1975      | Sarajevo                                | Géant      | Annemarie Moser-Pröll |
| 24 janvier 1975      | Innsbruck                               | Descente   | Marie-Theres Nadig    |
| 29 janvier 1975      | Saint-Gervais Arlberg-Kandahar          | Slalom     | Lise-Marie Morerod    |
| 31 janvier 1975      | Chamonix Arlberg-Kandahar               | Descente   | Bernadette Zurbriggen |
| 29 & 31 janvier 1975 | Chamonix Saint-Gervais Arlberg-Kandahar | Combiné    | Annemarie Moser-Pröll |
| 21 février 1975      | Naeba                                   | Slalom     | Hanni Wenzel          |
| 23 février 1975      | Naeba                                   | Géant      | Annemarie Moser-Pröll |
| 1er mars 1975        | Garibaldi                               | Géant      | Cindy Nelson          |
| 11 mars 1975         | Jackson Hole                            | Descente   | Marie-Theres Nadig    |
| 13 mars 1975         | Sun Valley                              | Géant      | Lise-Marie Morerod    |
| 14 mars 1975         | Sun Valley                              | Slalom     | Hanni Wenzel          |
| 20 mars 1975         | Val Gardena                             | Slalom     | Lise-Marie Morerod    |
| 22 mars 1975         | Val Gardena                             | Parallèle  | Monika Kaserer        |

### Classements

#### Classement général
| Rang | Nom                                      | Points |
| 1    | Annemarie Moser-Pröll                    | 305    |
| 2    | Hanni Wenzel                             | 199    |
| 3    | Rosi Mittermaier                         | 166    |
| 4    | Marie-Theres Nadig                       | 154    |
| 5    | Fabienne Serrat                          | 153    |
| 6    | Bernadette Zurbriggen Lise-Marie Morerod | 151    |
| 8    | Cindy Nelson                             | 138    |
| 9    | Monika Kaserer                           | 134    |
| 10   | Christa Zechmeister                      | 127    |

#### Descente
| Rang | Nom                   | Points |
| 1    | Annemarie Moser-Pröll | 105    |
| 2    | Bernadette Zurbriggen | 101    |
| 3    | Marie-Theres Nadig    | 100    |
| 4    | Cindy Nelson          | 75     |
| 5    | Wiltrud Drexel        | 58     |

#### Géant
| Rang | Nom                   | Points |
| 1    | Annemarie Moser-Pröll | 125    |
| 2    | Fabienne Serrat       | 81     |
| 3    | Monika Kaserer        | 74     |
| 4    | Lise-Marie Morerod    | 53     |
| 5    | Hanni Wenzel          | 42     |

#### Slalom
| Rang | Nom                   | Points |
| 1    | Lise-Marie Morerod    | 95     |
| 2    | Hanni Wenzel          | 91     |
| 3    | Christa Zechmeister   | 90     |
| 4    | Annemarie Moser-Pröll | 74     |
| 5    | Rosi Mittermaier      | 52     |